# Толстих Михайло Сергійович
Михайло Сергійович Толстих, позивний — Гіві; (19 липня 1980 , Іловайськ, Донецька область  — 8 лютого 2017 , Макіївка, Донецька область ) — російський військовик, воєнний злочинець, бойовик ДНР, український колабораціоніст з Росією. В Україні визнаний терористом. Брав активну участь у російській окупації Донбасу. Брав участь в боях за Донецьких аеропорт разом з терористом Моторолою (справжнє ім'я Арсеній Сергійович Павлов) на стороні проросійських силовиків. Заступник командира батальйону «Сомалі», який входить до складу воєнізованих груп не визнаного терористичного квазідержавного утворення ДНР.
Під час війни на Донбасі неодноразово брав участь у знущаннях з українських військових, які потрапляли до полону бойовиків.

## Життєпис
Народився 19 липня 1980 року в Іловайську в Донецькій області.

Країни, де Ґіві був під санкціями

У 1998—2000 роках служив у ЗСУ, закінчив службу зі званням сержанта. За військовою спеціальністю — командир танка. Працював промисловим альпіністом, водієм дизельного навантажувача на канатному заводі, охоронцем у супермаркеті.
Позивний «Гіві» взяв на честь діда-грузина. Із травня 2014 року брав участь у боях за Слов'янськ. В 2014 перейшов на сторону російських військових. Улітку 2014 року брав участь у боях за Іловайськ. З вересня 2014 року — в боях за Донецький аеропорт.
19 жовтня 2014 року звернувся до лідера партії ЛДПР Жириновського з проханням надати «Народному ополченню» автомобілі для перевезення поранених. 28 жовтня Жириновський відправив партію автомобілів «Нива» для терористів.
16 лютого 2015 року був внесений до санкційного списку ЄС, із 23 травня 2016 року перебував у розшуку МВС України.
23 червня 2016 року Військова прокуратура України повідомила про підозру у вчиненні кримінальних злочинів, передбачених ч. 1 ст. 258-3 (створення терористичної організації, керівництво й участь в ній) ч. 2 ст. 28, ч. 2 ст. 437 (співучасть у веденні агресивної війни) ч. 2 ст. 28, ч. 1 ст. 438 (жорстоке поводження з військовополоненими) ч. 2 ст. 146 (незаконне позбавлення волі або викрадення людини) Кримінального кодексу України і мала намір почати заочне засудження терориста.
Був ліквідований уранці 8 лютого 2017 року о 6:12 унаслідок підриву вибухового пристрою в Макіївці, загинув у своєму кабінеті. У 2024 з'ясувалося, що до вбивства причетна його дівчина, завербована ССО України[джерело?]. Похований у Донецьку на цвинтарі Донецьке море поруч з іншим лідером бойовиків ДНР Моторолою.
У жовтні 2022 року одного з охоронців Гіві засудили в Україні на 13 років позбавлення волі за держзраду та участь у терористичній організації.

## Політичні погляди
Був прихильником політики Януковича, підтримував політику Путіна та Жириновського, виступав за окупацію всього Донбасу Російською Федерацією.

## Воєнні злочини
За словами Тетяни Ричкової, представниці Міністерства оборони України, влітку 2014 року Михайло Толстих стратив пораненого десантника 25-ї повітрянодесантної бригади.
Після боїв в Іловайську показово знущався з українських військовополонених.
Після боїв у Донецькому аеропорту змушував їсти власні нарукавні знаки українських полонених, зокрема — полковника Олега Кузьміних.
За даними полковника Олександра Мотузяника, речника Міністерства оборони з питань АТО, Михайло Толстих вчинив такі воєнні злочини: обстріли міст і сіл з важкого озброєння, знущання над полоненими українськими військовими, жорстоке поводження з цивільними, мародерство.

## Нагороди

Гіві під час роботи охоронцем у супермаркеті

Офіційних нагород не мав, натомість був «нагороджений» відзнаками терористичної організації «ДНР»: 2 георгіївських хрести і медаль «За оборону Слов'янська». 24 лютого 2015 нагороджений «орденом» «Герой ДНР».

## Батальйон «Сомалі»
Терористичне формування, яке бере участь у війні на Сході України на боці проросійських сил «ДНР». Зокрема брало участь у боях за Слов'янськ, Іловайськ, а також в облозі, а згодом і штурмі Донецького аеропорту у вересні-жовтні 2014 року.

## Можливі вбивці
За версією бойовиків ДНР, убивство Михайла здійснила українська розвідувальна група, а замовив Зорян Шкіряк. Агент СБУ Олег Сугерей після звільнення з російського полону розповів, що брав участь у операції українських спецслужб з ліквідації Гіві й забезпечував прикриття відходу Анастасії Петриги, агента, що втерлася в довіру до Гіві й заклала вибухівку, яка знищила терориста. СБУ цю версію заперечує.
За версією України, Гіві вбили свої ж бойовики, а замовив убивство Олександр Захарченко.
Іноземна преса й дехто з українських політиків озвучили версію, що його вбили спецслужби Росії з метою замінити неугодних і буйних бойовиків на більш поступливих і розумних.
За словами радника голови СБУ, є інформація, що всі причетні до створення ДНР та ЛНР знаходяться в небезпеці й на тимчасово окупованих територіях йде переділ влади.